# 寿能城

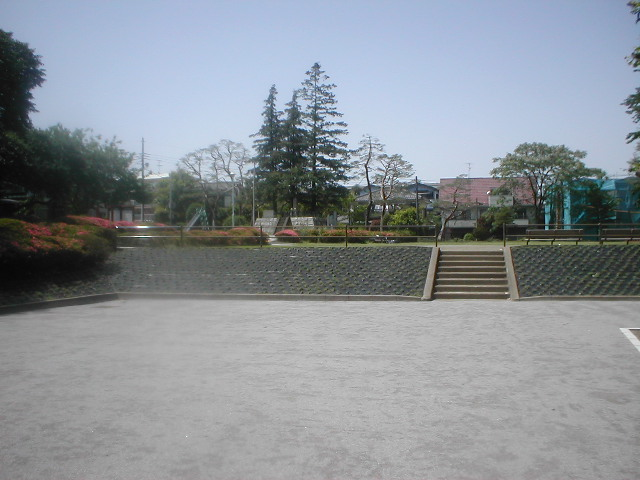
寿能城跡（現：寿能公園）

寿能城（じゅのうじょう）は、埼玉県さいたま市大宮区にあった日本の城。県指定旧跡。

## 歴史・沿革
永禄3年（1560年）頃に、岩槻（岩付）太田氏の岩付城の支城として建設された。初代城主は、岩付城主太田資正（三楽斎）の四男（ないし五男）の潮田資忠（母方の姓を名乗った）である。
岩付から見て西方の、見沼の対岸に築城された。氷川神社を後ろにしており、大宮台地のほぼ中央に位置する。かつては北と南に、それぞれ見沼の入江があり、水に囲まれた城だった。大宮台地を挟み、入間川の対岸である河越城との中間に位置する。
太田資正の嫡男氏資が後北条氏方に属して岩付城主になると、寿能城も後北条方の城になる。
天正18年（1590年）の豊臣秀吉による小田原征伐の際、北条に従って小田原に籠城した城主の潮田資忠・資勝父子は4月18日に小田原城にて戦死した。岩付城と寿能城も豊臣方の浅野長政軍に攻められて5月に落城し、家来やその妻子は見沼に身を投げたと言われる。このことから、大正から昭和初めに村人に供養を願って現れた蛍になった姫の話が伝わっている。
その後は廃城となり、徳川家康の治下に一帯の開発が命ぜられ、城址はほとんど失われたが、徳川に下った資忠の子孫である古河藩家老潮田資方が、元文3年（1738年）に、潮田家遺臣の北沢甚之丞（北沢家は中山道大宮宿の有力者となっていた）に、資忠の墓碑を城跡に建てさせた。
1926年（大正15年）3月21日に埼玉県史跡に指定されたが、太平洋戦争時には城址に高射砲が敷設され、遺構の破壊が更に進んだ。なお、この高射砲は当初大宮公園陸上競技場に設置の予定であったが、関係者の反対により城址に設置されることとなった。終戦後は城址の大半が市街化し、1958年（昭和33年）2月16日に城地の中心である墓碑の周囲（現在のさいたま市大宮区寿能町2丁目155番地）が広さ0.387ヘクタールの寿能公園として整備され、同年4月15日開園式が挙行されたが、城址の面影は残っていない。1962年（昭和37年）に、史跡から旧跡に指定変更された。

## 周辺
周囲には泥炭層から大量の土器、石器、土偶、漆器などの遺物が出土した縄文時代の遺跡、寿能遺跡がある。